# Editionswissenschaft
Die Editionswissenschaft bzw. Editionsphilologie sichtet und erschließt literarische und historische Quellen, welche die Basis geisteswissenschaftlicher Forschung bilden. Je nach bearbeitetem Objekt werden dabei vielfach Kenntnisse der historischen Hilfswissenschaften notwendig, insbesondere Methoden der Textkritik, welche meist als Teilbereich der Editionsphilologie verstanden wird. Sie wird meist als Teilgebiet der Literaturwissenschaft bzw. der Musikwissenschaft behandelt.
Mittlerweile haben sich universitäre Masterstudiengänge etabliert, die sich auf die Bedürfnisse der Editionsphilologie spezialisiert haben, wozu unter anderem Paläographie, Typographie, Layout und Medienrecht gezählt werden können, etwa an der Bergischen Universität Wuppertal und an der Universität Bern. Die Freie Universität Berlin sowie die Universität Heidelberg hatten ebenfalls Module dazu im Curriculum. Masterstudienangebote im Bereich der musikwissenschaftlichen Editionsphilologie und der Digitalen Edition bestehen an der Universität Paderborn.